# Willem Jan Otten
Willem Jan Otten (Amsterdam, 4 oktober 1951) is een Nederlands schrijver en dichter met een veelzijdig oeuvre van poëzie, verhalend proza, toneel, kritieken, artikelen, beschouwingen en essays. Hij is eredoctor van de Universiteit Utrecht en ontving in 2014 de P.C. Hooft-prijs.

## Biografie
Hij werd geboren in Amsterdam als zoon van musici Marijke Ferguson en Kees Otten en groeide op in de Geulstraat in de Amsterdamse Rivierenbuurt en in Laren (Noord-Holland).
In 1973 debuteerde hij als dichter met de bundel Een zwaluw vol zaagsel. Hij huwde op 1 september 1978 schrijfster Vonne van der Meer. Van 1989 tot 1996 was hij redacteur van Tirade. Na het verschijnen van zijn roman Ons mankeert niets in 1994 raakte Otten betrokken in de discussie over het euthanasie-vraagstuk.
Naar aanleiding van zijn bekering tot het katholieke geloof (enige tijd nadat zijn echtgenote Vonne van der Meer hetzelfde had gedaan) publiceerde hij in 1999 Het wonder van de losse olifanten, 'een rede tot de ontwikkelden onder de verachters van de christelijke religie'.
In 2004 verscheen zijn roman Specht en zoon (op 2 mei 2005 bekroond met de Libris Literatuur Prijs) over portretschilder Felix Vincent die van de rijke industrieel Valéry Specht de opdracht krijgt zijn gestorven zoon te schilderen. Specht en zoon werd opgenomen in de CLO 15, een canon van christelijke literatuur.
Op 16 december 2013 maakte de jury van de P.C. Hooft-prijs bekend dat de prijs (voor beschouwend proza over 2014) zou worden toegekend aan Otten; de prijs werd uitgereikt op 22 mei 2014.

## Bibliografie

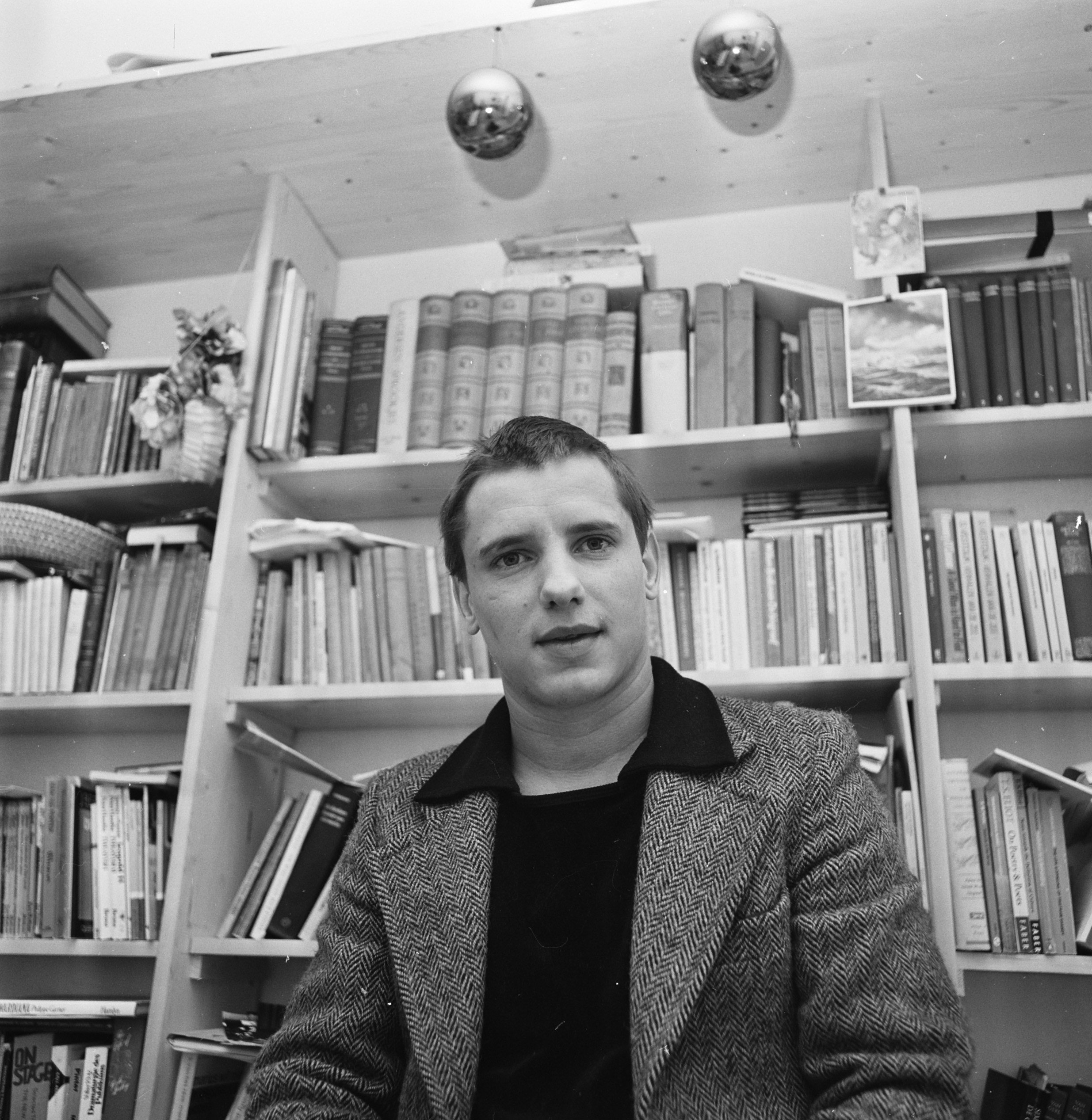
Otten (1978)

## Prijzen
- 1972: Reina Prinsen Geerligsprijs voor Een zwaluw vol zaagsel
- 1981: Herman Gorterprijs voor Ik zoek het hier
- 1992: Jan Campert-prijs voor de dichtbundel Paviljoenen
- 1994: Busken Huetprijs voor De letterpiloot
- 1999: Constantijn Huygens-prijs voor gehele oeuvre
- 2005: Libris Literatuur Prijs voor Specht en zoon
- 2006: De Inktaap voor Specht en zoon
- 2014: P.C. Hooft-prijs voor beschouwend proza
- 2022: Beste Theologische Boek voor Zondagmorgen, over het missen van God[4]

- Bibsys: 90764700
- Bibliothèque nationale de France: cb12102031c (data)
- Digitale Bibliotheek voor de Nederlandse Letteren: otte007
- Gemeinsame Normdatei: 115646078
- International Standard Name Identifier: 0000 0000 6304 7085
- Library of Congress Control Number: no88001099
- Nationale Bibliotheek van Tsjechië: xx0251846
- Nationale bibliotheek van Australië: 35854740
- Nederlandse Thesaurus van Auteursnamen: 071811702
- Istituto Centrale per il Catalogo Unico: PUVV378710
- Système universitaire de documentation: 029381371
- Trove: 1117190
- Virtual International Authority File: 4959891
- WorldCat: E39PBJhGTCtWxFmyhgGxbkHBfq